# キャッツアイ (芸能事務所)
キャッツアイ (CAT'S EYE) は、沖縄県那覇市に本社を置く日本の芸能プロダクション。
1985年にスタイリストサービス キャッツアイ (STYLIST SERVICE CAT'S EYE) として開設の後、1991年にモデル・タレントスクール キャッツアイ (MODEL TALENT SCHOOL CAT'S EYE) を開校。1994年8月31日に組織を有限会社化する。

## 所属タレント
- ROIROM（本多大夢、浜川路己）
- 上江洲愛
- 川満アンリ
- 石原萌
- まりあ
- 千賀絢子
- 渡嘉敷圭
- 田仲メリアン
- 邑田みさき
- 知念さゆり
- 前原エリ
- 山仲元恵
- 田中睦
- 山田美加子（山田優、山田親太朗の母親）
- 伊禮麻里代
- 金城さやか
- 仲嶺奈里子
- 屋宜可奈子
- 西里寛子（後の栗咲寛子） - White Dream へ移籍。
- 小嶺燦羅
- 金城百香
- 佐藤さくら

TEENS-Girl
- 優美香
- YUUNA
- 凛々
- もも
- 珠奈
- あおい
- 真凛
- 李

TEENS-Boy
- カイリ
- 昇舗
- 祥
- 慎ノ祐
- 海
- 宏太郎
- 海星

ARTIST
- MEIRI
- Chuning Candy（浜川結琳、LiLi、琴音、愛子）